# Acanthermia valida
Acanthermia valida là một loài bướm đêm trong họ Noctuidae.